# Jiří Lucemburský
Jiří Lucemburský (? – 1457, Augsburg) byl benediktinský mnich působící v Monte Cassinu.

## Život
Byl nemanželským synem moravského markraběte Prokopa Lucemburského z panovnického rodu Lucemburků a jeho milenky, jejíž jméno není známo. Jiří byl posledním potomkem lucemburského rodu, který je historikům znám, dědická práva na majetky svých předků však vzhledem ke svému nelegitimnímu původu nemohl uplatňovat.
Jiří Lucemburský zemřel v roce 1457 v bavorském Augsburku.